# Нафтогазова розвідка у болгарському секторі Чорного моря
Нафтогазова розвідка у болгарському секторі Чорного моря — сукупність дій, які провадились у економічній зоні Болгарії з метою виявлення родовищ вуглеводнів.

## Початок розвідки у болгарському секторі
У 1951 році дещо північніше від Варни виявили нафтогазове родовище Тюленово (Шабла), яке витягнулось більш ніж на два десятки кілометрів паралельно узбережжю. Поширення його східних покладів через берегову лінію у море викликало ідею офшорних пошуків вуглеводнів. В 1960-му із залученням спеціалістів із СРСР почалась сейсморозвідка, яка до кінця десятиліття майже повністю охопила води з глибинами до сотні метрів.
Через проблеми з обладнанням для офшорного буріння останнє розпочалось лише в 1980-х роках, знов таки із залученням радянських підрядників. Зокрема, у 1983—1985 роках самопідіймальна бурова установка «Сиваш» провела кампанію зі спорудження інженерно-геологічних свердловин, які бурились на цілому ряді структур при глибинах моря до 62 метрів та мали за мету розкрити лише самий верхній пласт відкладень — глибина стовбура свердловин не перевищувала 60 метрів. У окремих джерелах повідомляється про спорудження в цей період у акваторії на південь від родовища Тюленово також двох розвідувальних свердловин, одна з яких відкрила нафтогазопрояви у палеозойських відкладеннях на глибині понад 2600 метрів, проте з технічних причин провести тестування не вдалося.
За іншими даними, розвідувальне офшорне буріння почалось лише зі спорудження у 1986-му свердловини Samotino More-1. Пробурена «Сивашем» за кілька десятків кілометрів на південний схід від Варни у районі з глибиною моря 50 метрів, ця свердловина досягнула глибини у 3648 метрів. У турбідітах еоцену на позначці 1760 метрів виявили газоконденсатний поклад, при тестуванні якого отримали 0,27 млн м3 газу та 204 барелі конденсату на добу. Втім, занадто швидке падіння тиску завадило визнати це відкриття рентабельним. У 1987-му «Сиваш» пробурило неподалік в районі з глибиною моря 40 метрів розвідувальну свердловину Samotino Iztok-1, яка досягла глибини у 3400 метрів та виявила газопрояви у тонкому палеогеновому пласті.
Після цього через нестачу коштів офшорне буріння на кілька років припинилось, проте у 1988-му спорудили похило-спрямовану свердловину Skorpilovci 79, яка починалась на узбережжі та виявила газопрояви у відкладеннях еоцену.

## Розвідка у 1990-х роках
Буріння відновилось вже після падіння комуністичного режиму, у 1993-му, коли до цієї справи узялись одразу кілька учасників. Так, для консорціуму у складі Texaco (40 %, оператор), Enterprise Oil (40 %) та OMV (20 %) напівзанурюване бурове судно Ocean Liberator спорудило свердловину Galata-1, закладену за три десятки кілометрів на південний схід від Варни в районі з глибиною моря 35 метрів. Вона бурилась для перевірки наявності вуглеводнів у пісковиках валанжинського ярусу і тому досягла рівня 2650 метрів, проте неочікувано виявила поклад газу відкладеннях среднього міоцену (за іншими даними — еоцену). На тестуванні свердловина показала результат у 1 млн м3 на добу, що дало змогу оголосити про відкриття першого болгарського офшорного родовища Галата.
Того ж року компанія Balkan Explorers за допомогою румунської самопідіймальної установки Prometeu спорудила на мілководді лише за 3 кілометри від родовища Тюленово дві свердловини, які були націлені на структуру Шабла-Північ та носили назву Shabla North-1 та Shabla North-2. Вони обидві виявились сухі, тоді як буріння третьої свердловини, Severna-1, закладеної за кілька десятків кілометрів на північний захід поблизу від румунського сектору, було перерване через технічні проблеми на глибині 1542 метра при запланованому показнику у 2000 метрів.
Третім учасником розвідувальних робіт у 1993 році стала British Gas, яка працювала південніше від Галати. Перша пробурена на її замовлення свердловина LA-IV/91-1, закладена неподалік від Samotino More-1, досягнула глибини у 3641 метр та була завершена у відкладеннях палеогену, при цьому вона змогла лише виявити воду та розчинений газ у інтервалі 2338—2414 метрів. Наступну свердловину LA-IV/91-2 спорудили нижче по геологічному тренду, за кілька десятків кілометрів на південний захід, через що для досягнення цільового горизонту вона була суттєво глибшою — 4609 метрів — і при цьому виявилась «сухою». Так само безрезультатною стала і третя свердловина LA-IV/91-3, пробурена на структурі Samotino More.
Тим часом консорціум під операторством Texaco продовжував буріння на своїй ліцензії. Закладена для уточнення відкриття на Галаті оціночна свердловина Bogdanov East-1 виявилась сухою, але у 1996-му інша оціночна свердловина Galata-2 потрапила у інтервал товщиною 23 метра у вапняках палеоцену та пісковиках маастрихтського ярусу, які на тестуванні показали результат 1,13 млн м3 на добу. У проміжку між цими подіями також спорудили «суху» розвідувальну свердловину Epsilon-1, якою перевірили структуру на північний схід від Галати.
Через малі ресурси Галати — по завершенні розвідки вони оцінювались у 1,4 млрд м3 — консорціум відмовився від проведення розробки. Один з його учасників Enterprise Oil у 1996-му узявся за буріння на власній ліцензійній ділянці на південь від Тюленово, проте розвідувальна свердловина Bulgarevo East-1, пробурена до глибини у 1050 метрів, також виявилась сухою. Це спонукало Enterprise Oil так само відмовитись від свого блоку.

## Розвідка у 2003—2007 роках
На початку 2000-х колишніми ліцензійними ділянками Enterprise Oil, Texaco та British Gas вирішила зайнятись британська Melrose Resources. Вона не лише облаштувала та ввела в експлуатацію у 2004 році родовище Галата, але й розгорнула суттєву розвідувальну програму. Взимку 2003-го дещо північніше від Галати українська самопідіймальна бурова установка «Сиваш» спорудила свердловину Bogdanov North. Вона досягнула глибини у 1036 метрів та виявила цільовий резервуар із гарними характеристиками, проте без жодних ознак газу.
Восени 2004-го самопідіймальна установка Prometeu пробурила ще дві свердловини у мілководній частині шельфу на північний захід та північ від Галати. Спершу була споруджена Varna West, яку довели до позначки 1032 метра у відкладеннях крейдового періоду. Головний цільовий резервуар перетнули в інтервали 940—958 метрів, проте він мав низькі пористість та проникність. За цим у північній частині Варненської затоки пробурили свердловину Yuri Shimanov, яка досягнула глибини у 712 метрів та перетнула відкладення олігоцену, еоцену та палеоцену. У перших двох не виявили жодних придатних для появи родовища вуглеводнів резервуарів, проте породи палеоцену містили такі саме карбонати як на Галаті, а також пісковики. Втім, у них знайшлись лише незначні газопрояви.
В 2005-му продовжили розвідку дещо південніше, де самопідіймальна бурова установка Saturn спорудила свердловини Samotino-1 та Samotino-2. Перша дісталась глибини у 1870 метрів та виявила пісковики гарної якості у цільовому олігоценовому горизонті, проте відсутність покрівлі завадила утворенню тут покладів вуглеводнів. Друга свердловина мала перевірити еоценові відкладення на фланзі структури Samotino More (розвідку на якій провадили ще у 1980-х). Вона досягла позначки у 2060 метрів, але виявила лише газо- та нафтопрояви.
Оскільки розвідка у мілководних районах не дала результатів, Melrose Resources зробила річну перерву для додаткового вивчення наявних матеріалів, а у 2007-му реалізувала амбітну програму зі спорудження трьох глибоководних розвідувальних свердловин. Для проведення робіт замовили напівзанурену бурову установку Atwood Southern Cross, яка  розпочало буріння у болгарському секторі Чорного моря в середині березня 2007-го. Першою в районі з глибиною моря 300 метрів спорудили свердловину Izgrev-1, що досягла глибини у 1800 метрів та мала за цільовий резервуар відкладення міоцену. Хоча зона між 1150 та 1195 метрами показала наявність резервуару з високою пористістю та газопроявами, проте під час тестування ніякого припливу вуглеводнів не сталось, що пояснювалось низькою проникністю. Далі при глибині моря 160 метрів пробурили свердловину Ropotamo-1, де головним цільовим резервуаром були відкладення еоцена (також мали певні сподівання щодо порід олігоцену). Третьою стала закладена в районі з глибиною моря 650 метрів свердловина Obzor-1, метою якої було перевірити пісковики пліоцену. Втім, жодна з них не принесла задовільних результатів.

## Відкриття родовищ на схід від Галати
Зазнавши невдачі із програмою глибоководної розвідки, Melrose Resources вирішила звернути увагу на кілька невеликих структур, які мали значно більші шанси на успіх, оскільки знаходились на одному геологічному тренді з поки що єдиним болгарським родовищем Галата. В 2008-му році за 7 та 15 кілометрів на схід від нього заклали розвідувальні свердловини Kavarna-1 (через загрозу викиду газу у підсумку була перебурена як Kavarna-2), де працювала самопідіймальна бурова установка GSP Prometeu, та Galata E3 (також відома як Kaliakra-1), для якої підрядили напівзанурюване бурове судно Atwood Southern Cross. Обидві ці свердловини дали позитивні результати та виявили у відкладеннях мастрихтського ярусу та палеоцену (тобто там саме, де й на Галаті) газонасичені породи із високою — 27 % та 31 % відповідно — пористістю. Розповсюдження покладу Каліакри у 2009-му підтвердила оціночна свердловина Kaliakra-2, споруджена на 1,8 км західніше від першої свердловини нещодавно згаданою установкою GSP Prometeu. Втім, при всій успішності буріння на ці структури запаси родовищ Каліакра та Каварна виявились незначними — станом на 2011-й вони оцінювались у 0,93 млрд м3 та 0,77 млрд м3 відповідно.
У 2010-му між ними за допомогою самопідіймальної бурової установки GSP Jupiter спорудили свердловину Kavarna East-1, яка відкрила родовище Каварна-Схід з запасами 0,27 млрд м3.
А от у свердловині Kaliakra East-1, пробуреній GSP Jupiter в 2011-му на схід від Каліакри, все той же палеоценовий резервуар виявився еродованим.
Нарешті, у 2013-му на замовлення компанії Petroceltic (незадовго до того вона поглинула Melrose Resources) спорудили розвідувальну свердловину Kamchia-1, закладену в районі з глибиною моря 17 метрів. Самопідіймальна установка GSP Prometeu пробурила її до глибини у 880 метрів, проте виявлені пісковики мали недостатню насиченість газом.
Таким чином, з 2003 по 2013 роки Melrose Resources заклала 13 розвідувальних свердловин, лише 3 з яких виявили незначні газові родовища.

## Розвідка на блоці Хан-Аспарух
Відкриття у 2012 році в глибоководній частині румунського сектору значного газового родовища Доміно посприяло активізації глибоководної розвідки у Чорному морі. При цьому в болгарському секторі на великому блоці Хан-Аспарух (займає всю північно-східну частину економічної зони країни та прилягає до румунського сектору) роботи провадив консорціум Total (40 %, оператор), австрійської OMV та іспанської Repsol (по 30 %). У 2016, 2017 та 2018—2019 роках він пробурив три розвідувальні свердловини, для спорудження яких кожного разу в Чорне море прибувало бурове судно Noble Globetrotter II.
Першою спорудили свердловину Polshkov-1, закладену в районі з глибиною моря 1900 метрів. Вона мала довжину у 5500 метрів та виявила аномальну зону газового типу у кайнозойських відкладеннях, де резервуаром виступають пісковики олігоцену — раннього міоцену, а материнськими породами — еоценові та олігоцен-міоценові сланці, насичені нафтою.
Наступною стала Rubin-1, пробурена за 14 км на північний схід від попередньої свердловини в районі з глибинами моря «від 1300 до 1600 метрів». Третю свердловину Melnik-1 заклали в районі з глибиною моря 1595 метрів. На відміну від першої, друга та третя свердловини не змогли виявити жодних нафто- чи газопроявів.
В 2020 році Repsol відступила свою частку в консорціумі партнерам, після чого їх частки зросли до 57,14 % (Total) та 42,86 % (OMV).

## Розвідка на блоці Хан-Кубрат
У 2019-му узялась за розвідувальне буріння компанія Shell, яка має ліцензію на глибоководний блок Khan Kubrat (велика ділянка між блоком Khan Asparuh на півночі та межею із турецьким сектором на півдні). В квітні — травні за допомогою все того ж, що й у випадку з Total, бурового судна Noble Globetrotter II спорудили свердловину Khan Kubrat-1, закладену в районі з глибиною моря 1200 метрів. Вона досягнула глибини у 3327 метрів та виявила у цільовому горизонті некомерційні припливи вуглеводнів.

## Проміжні висновки
Таким чином, станом на початок 2020-х після майже чотирьох десятків років буріння у болгарському секторі Чорного моря були достовірно виявлені лише чотири незначні газові родовища. Втім, певні шанси на продовження розвідувальної активності існують. Так, увагу до цього регіону може привернути відкриття у 2020 році гігантського газового родовища Сакар'я у турецькому секторі, яке сталось після більш ніж сорока років невдалих пошукових робіт.